# Старе Мјесто (Фридек-Мистек)
Старе Мјесто (чеш. Staré Město) је насељено мјесто са административним статусом сеоске општине (чеш. obec) у округу Фридек-Мистек, у Моравско-Шлеском крају, Чешка Република.

## Становништво
Према подацима о броју становника из 2014. године насеље је имало 1.478 становника.